# 八幡 (近江八幡市)

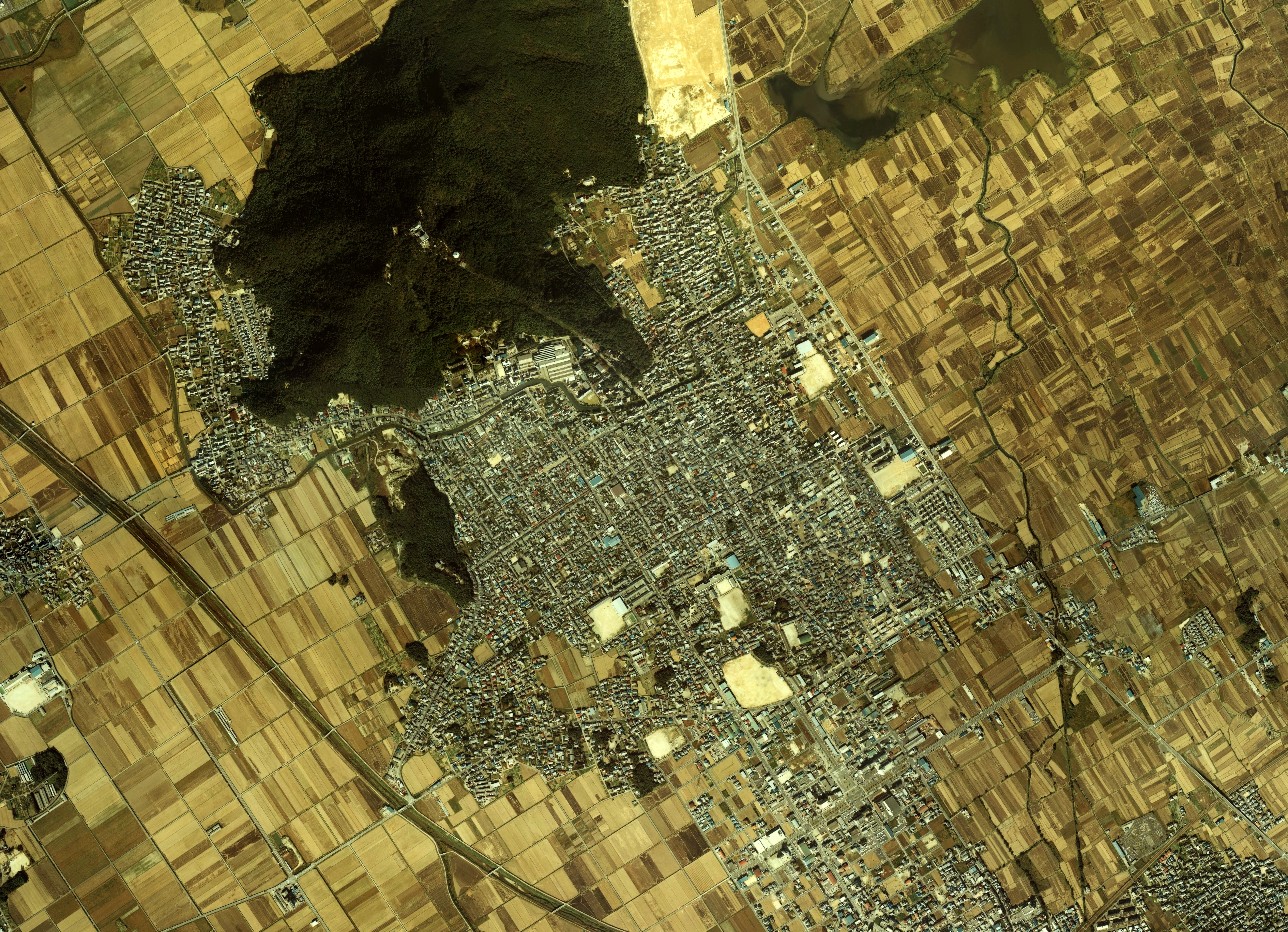
八幡地区周辺の空中写真。
画像左上方の山が八幡山。八幡山南東麓の町並みが近江八幡市八幡伝統的建造物群保存地区。
1982年撮影の8枚を合成作成。。

八幡（はちまん）は、滋賀県近江八幡市の旧市街地にある地区名。八幡堀、日牟礼八幡宮境内地、新町通り、永原町通りを中心とする広さ約13.1haの地域が、1991年4月30日に種別「商家町」で国の重要伝統的建造物群保存地区として選定された。保存地区内の建築物180、工作物93が伝統的建造物として特定されている。八幡の地名は、日牟礼八幡宮に由来する。近江八幡市が市制施行する昭和29年（1954年）までは蒲生郡八幡町に属していた。
川と山に囲まれた地域である。北は八幡山がそびえ、その麓に八幡川（八幡堀）が流れる。西には、白鳥川が流れている。
八幡地区の一部は重要伝統的建造物群保存地区（重伝建）の近江八幡市八幡伝統的建造物群保存地区として選定されている。

## 歴史
自治体としての沿革は八幡町 (滋賀県)を参照。
羽柴秀次は安土城主をつとめていたが、天正13年（1585年）、豊臣秀吉に命じられ、琵琶湖の東岸に八幡城を八幡山に築城した。八幡は、その麓の城下町を起源とする。この築城、町づくりは、大々的に行われ、秀吉の関心の下に、八幡山の掘鑿、沼沢地の地質改良、上下水道の整備までなされた。この築城のおりに外堀として八幡掘が掘られたが、これは、盛んだった琵琶湖流通につながる運河としても利用された。また、東海道と中山道と北国街道が交差する交通の要衝である近江国の地の利を生かして商業地として発展、繁栄した。天正18年（1590年）から、京極高次に城主が代った。このころ、地名を八幡山から八幡町に改称となった。文禄4年（1595年）に、秀次失脚の余波を受けて八幡城は築城から10年足らずで廃城となった。慶長6年から7年（1601 - 1602年）にかけて行われた検地により、553石に、延宝8年（1680年）には558石に認定され、天領となった。その後、旗本の朽木則綱や尾張藩の領地になったこともあったが、嘉永7年（1854年）以降は幕末まで幕府の領地であった。尾張藩領だったころは、税の取り立てが苛烈であり、領民の不満は大きかった。秀次時代からの八幡は、八幡掘を利用した湖上三親浦の一つに数えられる港町として栄えた（他に大津、堅田）。港の発展に伴って、商業の興隆で有名になり、近江商人と称された。鎖国体制が整えられるまでは、阿南屋や暹羅屋など、海外に進出する商家もあった。中期以降の八幡は、株仲間体制の下で発展し、江戸や大坂に店を構え、流通業や金融業に乗り出す家も出てくるなど、近江商人の名は知れ渡った。
近代になり、昭和29年（1954年）まで八幡町と呼ばれた。昭和8年（1933年）3月3日に宇津呂村が、昭和26年（1951年）4月1日に島村が八幡町に編入した。昭和29年3月31日、岡山村、桐原村、馬淵村、金田村と合併し、市制施行して近江八幡市となった。近代以降の近江商人は、八幡から本拠を移転するものが続出した。八幡御三家とも呼ばれる西川甚五郎、西川庄六、森五郎兵衛が代表的である。
碁盤目状の旧市街を南北に走る新町通り周辺と永原町通り周辺、北の八幡堀の畔には、商家・町家・土蔵といった近世建築の連続性が高い町並みが現存する。重伝建選定地区とその周辺には、建築家ウィリアム・メレル・ヴォーリズの設計した近代建築物も多い。ヴォーリズは、明治38年に英語教師として八幡に赴任、解雇されたのちも八幡に留まり、実業兼伝道団体の近江兄弟社をつくり、活動した。実業として建設業とメンソレータム製造、また、病院、図書館、学校を整備するなど、地域に多くの利益をもたらした。

## 主な施設
- 八幡堀
  - かわらミュージアム
- 新町通り
  - 近江八幡市立資料館
  - 旧西川家住宅（国の重要文化財）
  - 旧伴家住宅
- ヴォーリズ記念館
- アンドリュース記念館（旧近江八幡YMCA会館）
- 旧八幡郵便局
- 白雲館
- 日牟禮八幡宮

## 交通アクセス
- JR琵琶湖線 近江八幡駅 徒歩25分

## 脚註
1. ↑  区域区分図 - 景観法に基づく伝統的風景計画 (PDF, 626.40 KB)  - 近江八幡市作成の区分図